# Brachycephalus coloratus
Brachycephalus coloratus é uma espécie de anfíbio anuro da família Brachycephalidae. O seu estado de conservação ainda não foi avaliado pela Lista Vermelha da UICN. Está presente no Brasil.